# Boiron (Nyon)
Pour les articles homonymes, voir Boiron.
Ne doit pas être confondu avec Boiron de Morges.
Le Boiron est une rivière du canton de Vaud, en Suisse.

## Géographie
La rivière naît près du Marais aux Bœufs, entre Chéserex et le château de Bonmont (dans la même commune), au pied du versant sud-est de la Dôle, à 550 m d'altitude. 
Son cours de 9 km est sinueux. Il se dirige d'abord au sud, puis à l'est à partir de Crassier. Il passe ensuite près des villages d'Arnex et d'Eysins, avant de se jeter dans le Léman, à 1 km au sud de Nyon. 
En amont de Crassier, la rivière reçoit, à droite, le Boironnet descendant du Jura et, à gauche, l'Auverney. Elle forme la frontière avec la France sur environ 500 m. entre sa jonction avec le Boironnet et le village de Crassier. 
Quinze ponts, dont un pont ferroviaire, traversent la rivière. 